# Orthorhynchus distinctus
Orthorhynchus distinctus is een keversoort uit de familie Belidae. De wetenschappelijke naam van de soort is voor het eerst geldig gepubliceerd in 1893 door Blackburn.